# Regionalwahl in der Basilikata 1985
Die Regionalwahl in der Basilikata 1985 fand am 12. und 13. Mai statt.

## Wahlergebnis
| Listen            | Listen                                        | Stimmen | %    | Mandate |
| ----------------- | --------------------------------------------- | ------- | ---- | ------- |
|                   | Democrazia Cristiana                          | 171.052 | 44,7 | 14      |
|                   | Partito Comunista Italiano                    | 92.747  | 24,2 | 7       |
|                   | Partito Socialista Italiano                   | 58.744  | 15,3 | 5       |
|                   | Partito Socialista Democratico Italiano       | 23.820  | 6,2  | 2       |
|                   | Movimento Sociale Italiano – Destra Nazionale | 19.432  | 5,1  | 1       |
|                   | Partito Repubblicano Italiano                 | 6.505   | 1,7  | 1       |
|                   | Partito Liberale Italiano                     | 5.109   | 1,3  | –       |
|                   | Democrazia Proletaria                         | 3.932   | 1,0  | –       |
|                   | UV – Partito Democratico – UPAP – Ecologia    | 862     | 0,2  | –       |
|                   | Liga Veneta – Alleanza Italiana Pensionati    | 556     | 0,1  | –       |
| Gesamt            | Gesamt                                        | 382.759 | 100  | 30      |
|                   |                                               |         |      |         |
| Ungültige Stimmen | Ungültige Stimmen                             | 25.450  | 6,2  |         |
| Wähler            | Wähler                                        | 408.209 | 86,0 |         |
| Wahlberechtigte   | Wahlberechtigte                               | 474.682 |      |         |